# Gene Siskel
Eugene Kal Siskel (Chicago, 1946. január 26. – Evanston, Cook megye, 1999. február 20.) amerikai filmkritikus és újságíró. Roger Eberttel együtt több filmes műsort is vezetett 1975-től 1999-ig.

## Élete
Chicagóban született, Ida és Nathan William Siskel gyermekeként. Szülei orosz zsidó bevándorlók voltak. Gyerekkorában meghaltak a szülei, így nagyszülei nevelték fel. A Culver Academies tanulója volt, és 1967-ben érettségizett filozófiából a Yale Egyetemen. Két évvel később állást talált a Chicago Tribune-nál.
Első filmes kritikája a Rascal című filmé volt, amelyet a Chicago Tribune-hoz kerülése előtt egy hónappal írt.
1975-ben ismerkedett meg Roger Eberttel, és elkezdtek egy közös műsort vezetni a helyi WTTW nevű csatornán, amelyből később a Sneak Previews lett. Ebert és Siskel vezették be a "felfelé és lefelé mutató hüvelykujj" rendszert, amely népszerű lett.
Habár egyikük sem volt vendégszereplő egyetlen filmben vagy tévésorozatban sem (a talk show-k kivételt képeztek), mivel úgy vélték, hogy az "aláásná a felelősségüket", egyikük "sem bírta megállni", hogy szerepeljenek a The Critic című rajzfilmsorozat egyik epizódjában. Az epizódban ők ketten külön válnak, és a főszereplő kritikust, Jay Shermant akarják társuknak.

## Stílusa
Kritikus stílusa kemény volt; Ebert így nyilatkozott róla: "Szerintem Gene azt érezte, hogy az egész filmet szeretnie kell a tetszése elnyerése érdekében".
Általában negatív kritikákkal illette a később mainstreammé váló filmeket (pl. Poltergeist, Thelma és Louise, A függetlenség napja, stb.)
Viszont Ebert azt is elmondta, hogy amikor Siskel talált egy filmet, ami tényleg tetszett neki, azt sokáig dicsőítette: "Biztosan tudom, hogy egy igazán jó film annyira boldoggá tett, hogy még egy hét múlva is a hatása alatt voltál."

## Magánélete
Felesége Marlene Iglitzen volt, akitől három gyereke született: Callie, Kate és Will.

## Halála
Siskelt 1998. május 9-én rosszindulatú agydaganattal diagnosztizálták. Három nappal később agyműtéten esett át.
1999. február 23-án hunyt el egy másik műtét komplikációi miatt. 53 éves volt.